# Deutsche Arbeitsgemeinschaft Päderastie
Die Deutsche Arbeitsgemeinschaft Päderastie (DAP) war der erste Verband pädophiler Männer in Westdeutschland. Er wurde 1973 unter dem Namen „Deutscher Arbeitskreis der Betroffenen des § 175“ von Helmut W. Bendt in Berlin gegründet. Ab 1974 war der Verein, der Teil der westdeutschen Pädophilenbewegung war, nicht mehr politisch aktiv.

## Geschichte
Der Verleger Helmut W. Bendt gründete 1970 mit dem Magazin Pikbube die erste westdeutsche Päderastenzeitschrift. Bendt war ein Aktivist der IHWO (International Homosexual World Organisation) und beteiligt an der Gründung der ersten Regionalgruppe der IHWO in Berlin. Aus der Leserschaft dieser Zeitschrift rekrutierte er Mitglieder zur Gründung seines ersten Vereins. Die sich als „Knabenliebhaber“ bezeichnenden Pädophilen um Bendt grenzten sich erstmals ausdrücklich von „gewöhnlichen“ Homosexuellen ab, deren Sexualität sie als Phänomen eines „Sittenverfalls“ ansahen. Die Gründung der DAP zu Beginn der 1970er Jahre lässt sich in den Kontext der Entstehung eines öffentlichen Diskurses über die Pädosexualität einordnen.
Die DAP erlahmte organisatorisch schnell und erwies sich als nicht anschlussfähig für die in diesen Jahren entstehende linke Schwulenbewegung, Bendt distanzierte sich in seinen Artikeln von letzterer: „Neue verworrene Ideologien vergiften unsere Gesellschaft. Wir sollten es uns zur Aufgabe machen, unsere jungen Freunde möglichst vor der Ansteckung zu bewahren. Soziologie und Psychologie überschlagen sich vor unsinnigen ›Erkenntnissen‹ […] die Welt wird allmählich zu einem Tollhaus.“